# Saison 3 de Two Broke Girls
Chronologie
Saison 2 Saison 4
Cet article présente le guide des épisodes de la troisième saison de la série télévisée américaine Two Broke Girls (2 Broke Girls).

## Synopsis
Max, une serveuse travailleuse, se retrouve à aider Caroline, une nouvelle au restaurant autrefois richissime, mais ayant tout perdu à la suite des fraudes de son père. Max propose à Caroline d'être sa nouvelle colocataire. Dans cette saison Max intègre une école de pâtisserie avec un grand chef français (qui lie une relation ambigu avec Caroline). Max y découvre l'amour auprès d'un certain Deke...

## Généralités
- Aux États-Unis, cette saison a été diffusée entre le 23 septembre 2013 et le 5 mai 2014 sur CBS.
- Au Canada, elle a été diffusée en simultané sur le réseau Citytv.
- En France, elle a été diffusée entre le 18 octobre 2014 et le 6 décembre 2014 sur OCS Max.
- Au Québec, elle a été diffusée entre le 10 mars 2016 et le 19 août 2016 sur VRAK.
- En Suisse, elle a été diffusée entre le 31 août 2016 et le 22 mars 2017 sur RTS Un.
- Elle reste inédite en Belgique.

## Distribution

### Acteurs principaux
- Kat Dennings (VF : Anne Dolan) : Max Black
- Beth Behrs (VF : Lydia Cherton) : Caroline Channing
- Garrett Morris (VF : Hervé Furic) : Earl
- Matthew Moy (en) (VF : Vincent de Bouard) : Han Lee
- Jonathan Kite (VF : Loïc Houdré) : Oleg
- Jennifer Coolidge (VF : Carole Franck) : Sophie

### Acteurs récurrents
- Steven Weber (VF : Serge Faliu) : Martin Channing
- Federico Dordei (VF : Constantin Pappas) : Luis
- Gilles Marini (VF : Bertrand Nadler) : Nicolas Saint-de-Croix[1]
- Mary Lynn Rajskub (VF : Agathe Chouchan) : Bebe[1] (épisodes 9 à 15)
- Eric Andre (VF : Jean-Baptiste Anoumon) : Deke
- Patrick Cox (VF : Frédéric Norbert) : John

### Invités
- Lindsay Lohan[2] : Claire (épisode 21)
- Hal Linden (en) : Lester[3] (épisode 22)

## Diffusion
Le 27 mars 2013, la série a été renouvelée pour une troisième saison diffusée depuis le 23 septembre 2013 et en simultané sur Citytv au Canada.
À la suite de l'annulation de la série We Are Men, CBS déplace 2 Broke Girls à 20 h 30 à partir du 4e épisode, puis à 20 h à partir de la mi-avril 2014.

## Épisodes

### Épisode 1:Et l'ouverture privée
- États-Unis /  Canada : 23 septembre 2013 sur CBS[7] / Citytv
- France :
  - 18 octobre 2014 sur OCS Max
  - 19 février 2016 sur HD1
- Québec : 10 mars 2016 sur VRAK.TV
- Suisse : 31 août 2016 sur RTS Un

- États-Unis : 8,88 millions de téléspectateurs[8]

- Eric Tiede (Roland)
- Darren Darnborough (Roland's Buddy)
- Brian Lee Franklin (NY Rocker Mourner)
- Liz Carey (Hippie Hat Girl)
- Cody Chappel (Stoned Mourner)
- Leana Chavez (Rocker Girl)
- Michael Earl Reid (Homeless Guy)
- David Angelo (Cool Guy)

### Épisode 2:Et le nouveau pantalon
- États-Unis /  Canada : 30 septembre 2013 sur CBS / Citytv
- France :
  - 18 octobre 2014 sur OCS Max
  - 19 février 2016 sur HD1
- Québec : 17 mars 2016 sur VRAK.TV
- Suisse : 6 septembre 2016 sur RTS Un

- États-Unis : 7,72 millions de téléspectateurs[9]

- Misty Monroe (Chiandra)
- Julia Cho (Kickstarter Girl #1)
- Irene Choi (Kicksterter Girl #2)
- Craig Ramsay (Grindr Guy)
- Deborah Levin (Customer #1)

### Épisode 3:Et le chat errant
- États-Unis /  Canada : 7 octobre 2013 sur CBS / Citytv
- France :
  - 18 octobre 2014 sur OCS Max
  - 26 février 2016 sur HD1
- Québec : 24 mars 2016 sur VRAK.TV
- Suisse : 7 septembre 2016 sur RTS Un

- États-Unis : 7,26 millions de téléspectateurs[10]

- Crista Flanagan (en) (Catherine)
- Nadia Bjorlin (Pam)
- Jeff Ellingson (Well Dressed Man)

### Épisode 4:Et la machine à cappuccino
- États-Unis /  Canada : 14 octobre 2013 sur CBS / Citytv
- France :
  - 25 octobre 2014 sur OCS Max
  - 26 février 2016 sur HD1
- Québec : 31 mars 2016 sur VRAK.TV
- Suisse : 25 octobre 2016 sur RTS Un

- États-Unis : 7,99 millions de téléspectateurs[11]

- Federico Dordei (Luis)
- Jeff Galante (Devon)
- Alex Alexander (Sad Vera)
- Sachin Bhatt (Gregg)
- Jim Hoffmaster (Loner Guy)
- Marisa Chen Moller (Professional Woman)
- April Hall (Girl)
- Adam Lustick (Guy)

### Épisode 5:Et les cronuts
- États-Unis /  Canada : 21 octobre 2013 sur CBS / Citytv
- France :
  - 25 octobre 2014 sur OCS Max
  - 26 février 2016 sur HD1
- Québec : 7 avril 2016 sur VRAK.TV
- Suisse : 21 novembre 2016 sur RTS Un

- États-Unis : 7,36 millions de téléspectateurs[12]

- Judy Gold (Jerri)
- Bob Glouberman (Garry)
- Tony Cavalery (Cronut Craig)
- Nika Williams (Veronica)
- John Maholm (Chuck)
- Patrick O'Neil (Red-Headed Male Customer)
- Adam Jefferis (Doorman)
- Lila Lucchetti (Trendy Girl)
- Jennie Pierson (Nerdy Girl)

### Épisode 6:Et les extensions capillaires
- États-Unis /  Canada : 28 octobre 2013 sur CBS / Citytv
- France :
  - 25 octobre 2014 sur OCS Max
  - 26 février 2016 sur HD1
- Québec : 14 avril 2016 sur VRAK.TV
- Suisse : 22 novembre 2016 sur RTS Un

- États-Unis : 7,71 millions de téléspectateurs[13]

- Federico Dordei (Luis)
- Derek Krantz (Cute Guy)
- Michael Earl Reid (Homeless Guy)

### Épisode 7:Et la petite amie de Han
- États-Unis /  Canada : 4 novembre 2013 sur CBS / Citytv
- France :
  - 1er novembre 2014 sur OCS Max
  - 26 février 2016 sur HD1
- Québec : 21 avril 2016 sur VRAK.TV
- Suisse : 23 novembre 2016 sur RTS Un

- États-Unis : 8,12 millions de téléspectateurs[14]

- Karen Maruyama (Su-Min)
- Ally Maki (June)
- Daryl Crittenden (Hipster)
- Mike Grief (Bouncer)

### Épisode 8:Et le poseur de lapin
- États-Unis /  Canada : 11 novembre 2013 sur CBS / Citytv
- France :
  - 1er novembre 2014 sur OCS Max
  - 26 février 2016 sur HD1
- Québec : 28 avril 2016 sur VRAK.TV
- Suisse : 24 novembre 2016 sur RTS Un

- États-Unis : 8,23 millions de téléspectateurs[15]
- Canada : 1,203 million de téléspectateurs[16]

- Federico Dordei (Luis)
- Amy Paffrath (York)
- Alex Staggs (Brian-Brian)
- Michael Liu (Cody)
- Pamela Tyson (Lila)
- Craig Ramsay (Grindr Guy)
- Tye Edwards (Cute Sad Guy)

### Épisode 9:Et la pâtisserie porno
- États-Unis /  Canada : 18 novembre 2013 sur CBS / Citytv
- France :
  - 1er novembre 2014 sur OCS Max
  - 4 mars 2016 sur HD1
- Québec : 5 mai 2016 sur VRAK
- Suisse : 28 février 2017 sur RTS Un

- États-Unis : 7,92 millions de téléspectateurs[17]
- Canada : 1,3 million de téléspectateurs[18] (première diffusion + différé 7 jours)

- Federico Dordei (Luis)
- Gilles Marini (Nicolas)
- Mary Lynn Rajskub (Bebe)
- Natalija Nogulich (Paulina)

### Épisode 10:Et le premier jour d'école
- États-Unis /  Canada : 25 novembre 2013 sur CBS / Citytv
- France :
  - 8 novembre 2014 sur OCS Max
  - 4 mars 2016 sur HD1
- Québec : 12 mai 2016 sur VRAK
- Suisse : 1er mars 2017 sur RTS Un

- États-Unis : 7,82 millions de téléspectateurs[19]
- Canada : 1,301 million de téléspectateurs[20] (première diffusion + différé 7 jours)

- Federico Dordei (Luis)
- Gilles Marini (Nicolas)
- Mary Lynn Rajskub (Bebe)
- Eric Andre (Deke)
- Patrick Cox (John)

### Épisode 11:Et la nounou de Caroline
- États-Unis /  Canada : 2 décembre 2013 sur CBS / Citytv
- France :
  - 8 novembre 2014 sur OCS Max
  - 4 mars 2016 sur HD1
- Québec : 19 mai 2016 sur VRAK

- États-Unis : 8,48 millions de téléspectateurs[21]
- Canada : 1,293 million de téléspectateurs[22] (première diffusion + différé 7 jours)

- Federico Dordei (Luis)
- Mary Lynn Rajskub (Bebe)
- Anne De Salvo (Cecelia)
- Jill Basey (Meg)
- Giovanni Bejarano (Anthony)
- Linda Porter (Grace)
- Donna Pieroni (Crying Woman)
- Jack Impellizzeri (Man)

### Épisode 12:Et le croquembouche
- États-Unis /  Canada : 16 décembre 2013 sur CBS / Citytv
- France :
  - 8 novembre 2014 sur OCS Max
  - 4 mars 2016 sur HD1
- Québec : 26 mai 2016 sur VRAK
- Suisse : 3 mars 2017 sur RTS Un

- États-Unis : 7,59 millions de téléspectateurs[23]
- Canada : 1,1 million de téléspectateurs[24] (première diffusion + différé 7 jours)

- Federico Dordei (Luis)
- Eric Andre (Deke)
- Gilles Marini (Nicolas)
- Mary Lynn Rajskub (Bebe)
- Patrick Cox (John)

### Épisode 13:Et le cul rebondi
- États-Unis /  Canada : 13 janvier 2014 sur CBS / Citytv
- France :
  - 15 novembre 2014 sur OCS Max
  - 4 mars 2016 sur HD1
- Québec : 3 juin 2016 sur VRAK
- Suisse : 6 mars 2017 sur RTS Un

- États-Unis : 8,95 millions de téléspectateurs[25]
- Canada : 1,44 million de téléspectateurs[26] (première diffusion + différé 7 jours)

- Federico Dordei (Luis)
- Eric Andre (Deke)
- Gilles Marini (Nicolas)
- Mary Lynn Rajskub (Bebe)
- Patrick Cox (John)
- Estrella Nouri (Judy)

### Épisode 14:Et la benne aménagée
- États-Unis /  Canada : 20 janvier 2014 sur CBS / Citytv
- France :
  - 15 novembre 2014 sur OCS Max
  - 4 mars 2016 sur HD1
- Québec : 10 juin 2016 sur VRAK
- Suisse : 7 mars 2017 sur RTS Un

- États-Unis : 9,03 millions de téléspectateurs[27]
- Canada : 1,297 million de téléspectateurs[28] (première diffusion + différé 7 jours)

- Federico Dordei (Luis)
- Eric Andre (Deke)
- Mary Scheer (Lois)
- Ace Marrero (Guy)

### Épisode 15:Et la cerise sur le gâteau
- États-Unis /  Canada : 27 janvier 2014 sur CBS / Citytv
- France :
  - 15 novembre 2014 sur OCS Max
  - 11 mars 2016 sur HD1
- Québec : 17 juin 2016 sur VRAK
- Suisse : 8 mars 2017 sur RTS Un

- États-Unis : 10,05 millions de téléspectateurs[29]
- Canada : 1,237 million de téléspectateurs[30] (première diffusion + différé 7 jours)

- Eric Andre (Deke)
- Gilles Marini (Nicolas)
- Mary Lynn Rajskub (Bebe)
- Patrick Cox (John)

### Épisode 16:Et le million de dollars
- États-Unis /  Canada : 3 février 2014 sur CBS / Citytv
- France :
  - 22 novembre 2014 sur OCS Max
  - 11 mars 2016 sur HD1
- Québec : 24 juin 2016 sur VRAK
- Suisse : 9 mars 2017 sur RTS Un

- États-Unis : 9,22 millions de téléspectateurs[31]
- Canada : 1,393 million de téléspectateurs[32] (première diffusion + différé 7 jours)

- Federico Dordei (Luis)
- Eric Andre (Deke)
- Patrick Cox (John)

### Épisode 17:Et l'anneau vaginal
- États-Unis /  Canada : 24 février 2014 sur CBS / Citytv
- France :
  - 22 novembre 2014 sur OCS Max
  - 11 mars 2016 sur HD1
- Québec : 1er juillet 2016 sur VRAK
- Suisse : 10 mars 2017 sur RTS Un

- États-Unis : 7,96 millions de téléspectateurs[33]
- Canada : 1,224 million de téléspectateurs[34] (première diffusion + différé 7 jours)

- Eric Andre (Deke)
- Gilles Marini (Nicolas)
- Rachel Cannon (Tia)
- Andrea Gabriel (Juliette)
- Navaris Darson (Jameis)
- Bradley Dodds (Dan)

### Épisode 18:Et le piège de cristal
- États-Unis /  Canada : 3 mars 2014 sur CBS / Citytv
- France :
  - 22 novembre 2014 sur OCS Max
  - 11 mars 2016 sur HD1
- Québec : 8 juillet 2016 sur VRAK
- Suisse : 13 mars 2017 sur RTS Un

- États-Unis : 8,44 millions de téléspectateurs[35]
- Canada : 1,273 million de téléspectateurs[36] (première diffusion + différé 7 jours)

- Gilles Marini (Nicolas)
- Patrick Cox (John)
- Andrea Gabriel (Juliette)
- Fortune Feimster (Sherlock Mary)
- Lisa Schurga (Sherlock Jenny)

### Épisode 19:Et la Saint Patrick
- États-Unis /  Canada : 17 mars 2014 sur CBS / Citytv
- France :
  - 29 novembre 2014 sur OCS Max
  - 11 mars 2016 sur HD1
- Québec : 15 juillet 2016 sur VRAK
- Suisse : 14 mars 2017 sur RTS Un

- États-Unis : 7,21 millions de téléspectateurs[37]
- Canada : 1,128 million de téléspectateurs[38] (première diffusion + différé 7 jours)

- Brian Doyle-Murray (Blarney Bill)
- Lindsey Kraft (Monica)
- Dimitri Diatchenko (en) (Yuri)
- Nancy Young (Ginger Mom)

### Épisode 20:Et les parents de Deke
- États-Unis /  Canada : 24 mars 2014 sur CBS / Citytv
- France :
  - 29 novembre 2014 sur OCS Max
  - 11 mars 2016 sur HD1
- Québec : 22 juillet 2016 sur VRAK
- Suisse : 16 mars 2017 sur RTS Un

- États-Unis : 7,4 millions de téléspectateurs[39]
- Canada : 823 000 téléspectateurs[40]

- Eric Andre (Deke)
- Patrick Cox (John)
- Jeff Garlin (David)
- Sheryl Lee Ralph (Genet)
- James McCauley (Adam)
- Veanne Cox (Amy)
- Stephanie Cannon (Lois)
- Joyce Guy (Iris)

### Épisode 21:Et le gâteau de mariage
- États-Unis /  Canada : 14 avril 2014 sur CBS / Citytv
- France :
  - 29 novembre 2014 sur OCS Max
  - 18 mars 2016 sur HD1
- Québec : 29 juillet 2016 sur VRAK
- Suisse : 17 mars 2017 sur RTS Un

- États-Unis : 7,22 millions de téléspectateurs[41]
- Canada : 774 000 téléspectateurs[40]

- Lindsay Lohan (Claire)
- Ben Lawson (Tim)
- Stephanie Courtney (Eleanor)
- John Griggs (Subway Announcer V.O.)

### Épisode 22:Et le renouvellement de bail
- États-Unis /  Canada : 21 avril 2014 sur CBS / Citytv
- France :
  - 6 décembre 2014 sur OCS Max
  - 18 mars 2016 sur HD1
- Québec : 5 août 2016 sur VRAK
- Suisse : 20 mars 2017 sur RTS Un

- États-Unis : 7,1 millions de téléspectateurs[42]
- Canada : 700 000 téléspectateurs[40]

- Hal Linden (Lester)
- Irene Roseen (Olivia)
- Paul Tigue (Roger)
- Lorey Hayes (Cynthia)
- Danielle Kennedy (Jasmine)

### Épisode 23:Et les courses hippiques
- États-Unis /  Canada : 28 avril 2014 sur CBS / Citytv
- France :
  - 6 décembre 2014 sur OCS Max
  - 18 mars 2016 sur HD1
- Québec : 12 août 2016 sur VRAK
- Suisse : 21 mars 2017 sur RTS Un

- États-Unis : 7,76 millions de téléspectateurs[43]
- Canada : 625 000 téléspectateurs[40]

- Peter Onorati (Nicky)
- Ben Giroux (Eddie)
- David Bickford (Leon)
- Travis Johns (Tough Guy)
- Charles Emmett (Leon)

### Épisode 24:Et le diplôme de fin d'études secondaires
- États-Unis /  Canada : 5 mai 2014 sur CBS / Citytv
- France :
  - 6 décembre 2014 sur OCS Max
  - 18 mars 2016 sur HD1
- Québec : 19 août 2016 sur VRAK
- Suisse : 22 mars 2017 sur RTS Un

- États-Unis : 6,49 millions de téléspectateurs[44]

- Carlos Jacott (Mr. Huck)
- Adam Irigoyen (Hector)
- Brittany Ross (Amy)
- Brian Maillard (Kevin)
- Michael J. Gonzales (Dad)
- Betty A. Bridges (Elderly Woman)